# Chloridolum cupreoviride
Chloridolum cupreoviride là một loài bọ cánh cứng trong họ Cerambycidae.